# 桜の花舞い上がる武道館
「桜の花舞い上がる武道館」（さくらのはなまいあがるぶどうかん）は、日本のロックバンド、エレファントカシマシのライブ映像を収めた作品。

## 解説
2009年4月11日、8年ぶりに行われた日本武道館でのライブ映像を、完全ノーカットで収録している。
観衆は1万人以上を動員。
蔦谷好位置、ヒラマミキオ、金原千恵子ストリングスがゲスト参加。
初回盤は、スペシャルパッケージとなっており、豪華ライブ写真集72Pを同梱している。
ベスト・アルバム『エレカシ 自選作品集』と同時発売。

## 収録曲

### DISC1
1. 新しい季節へキミと
2. この世は最高!
3. 今はここが真ん中さ!
4. デーデ
5. 未来の生命体
6. 風に吹かれて
7. さらば青春
8. 甘き絶望
9. 悲しみの果て
10. 男は行く
11. リッスントゥザミュージック
12. 昔の侍
13. シャララ
14. 珍奇男

### DISC2
1. It's my life
2. ハナウタ 〜遠い昔からの物語〜
3. to you
4. 絆 (きづな)
5. 笑顔の未来へ
6. 桜の花、舞い上がる道を
7. FLYER
8. 俺たちの明日
9. 今宵の月のように
10. 風
11. 流れ星のやうな人生
12. ファイティングマン